# Angkeo
Angkeo is een bestuurslaag in het regentschap Simeulue van de provincie Atjeh, Indonesië. Angkeo telt 423 inwoners (volkstelling 2010).